# Форт-Пирс-Норт (Флорида)
Форт-Пирс-Норт (англ. Fort Pierce North) — статистически обособленная местность, расположенная в округе Сент-Луси (штат Флорида, США) с населением в 7386 человек по статистическим данным переписи 2000 года.

## География
По данным Бюро переписи населения США статистически обособленная местность Форт-Пирс-Норт имеет общую площадь в 11,91 квадратных километров, из которых 11,65 кв. километров занимает земля и 0,26 кв. километров — вода. Площадь водных ресурсов округа составляет 2,18 % от всей его площади.

## Демография
| Год переписи        | Нас. |  | %±     |
| ------------------- | ---- |  | ------ |
| 1960                | 1417 |  | —      |
| 1970                | 3269 |  | 130,7% |
| 1980                | 5929 |  | 81,4%  |
| 1990                | 5833 |  | −1,6%  |
| 2000                | 7386 |  | 26,6%  |
| 1960–2000 Источник: |      |  |        |

По данным переписи населения 2000 года в Форт-Пирс-Норт проживало 7386 человек, 1862 семьи, насчитывалось 2552 домашних хозяйств и 3087 жилых домов. Средняя плотность населения составляла около 620,15 человек на один квадратный километр. Расовый состав населённого пункта распределился следующим образом: 23,25 % белых, 72,35 % — чёрных или афроамериканцев, 0,26 % — коренных американцев, 0,07 % — азиатов, 0,15 % — выходцев с тихоокеанских островов, 1,88 % — представителей смешанных рас, 2,04 % — других народностей. Испаноговорящие составили 5,50 % от всех жителей статистически обособленной местности.
Из 2552 домашних хозяйств в 31,3 % воспитывали детей в возрасте до 18 лет, 44,4 % представляли собой совместно проживающие супружеские пары, в 23,3 % семей женщины проживали без мужей, 27,0 % не имели семей. 22,0 % от общего числа семей на момент переписи жили самостоятельно, при этом 9,6 % составили одинокие пожилые люди в возрасте 65 лет и старше. Средний размер домашнего хозяйства составил 2,89 человек, а средний размер семьи — 3,35 человек.
Население статистически обособленной местности по возрастному диапазону по данным переписи 2000 года распределилось следующим образом: 29,9 % — жители младше 18 лет, 8,9 % — между 18 и 24 годами, 23,9 % — от 25 до 44 лет, 24,6 % — от 45 до 64 лет и 12,7 % — в возрасте 65 лет и старше. Средний возраст жителей составил 35 лет. На каждые 100 женщин в Форт-Пирс-Норт приходилось 92,3 мужчин, при этом на каждые сто женщин 18 лет и старше приходилось 85,9 мужчин также старше 18 лет.
Средний доход на одно домашнее хозяйство статистически обособленной местности составил 25 899 долларов США, а средний доход на одну семью — 29 375 долларов. При этом мужчины имели средний доход в 24 688 долларов США в год против 21 117 долларов среднегодового дохода у женщин. Доход на душу населения статистически обособленной местности составил 25 899 долларов в год. 19,0 % от всего числа семей в населённом пункте и 22,1 % от всей численности населения находилось на момент переписи населения за чертой бедности, при этом 26,1 % из них были моложе 18 лет и 12,0 % — в возрасте 65 лет и старше.